# Maestro di Maderuelo
Maestro di Maderuelo (XII secolo – XII secolo) è stato un pittore spagnolo, uno dei principali esponenti del romanico catalano.

## Biografia

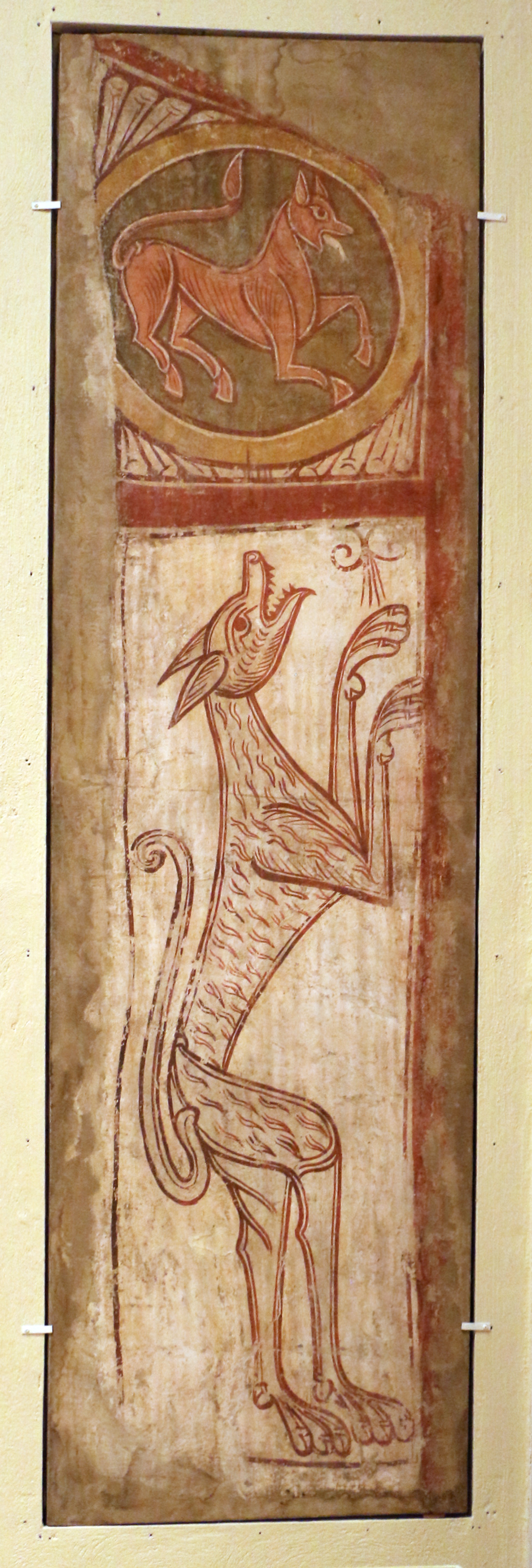
Decorazioni e affreschi della chiesa di San Baudelio di Berlanga

Con la denominazione di Maestro di Maderuelo si indica l'artista spagnolo anonimo autore della decorazione murale (al Museo del Prado) e degli affreschi della chiesa dell'Eremitaggio della Vera Cruz di Maderuelo, caratterizzati dal rispetto dei canoni dell'arte romanica, con la rappresentazione del Pantocratore tra i simboli degli Evangelisti, degli Apostoli, delle Scene del Vecchio e Nuovo Testamento.

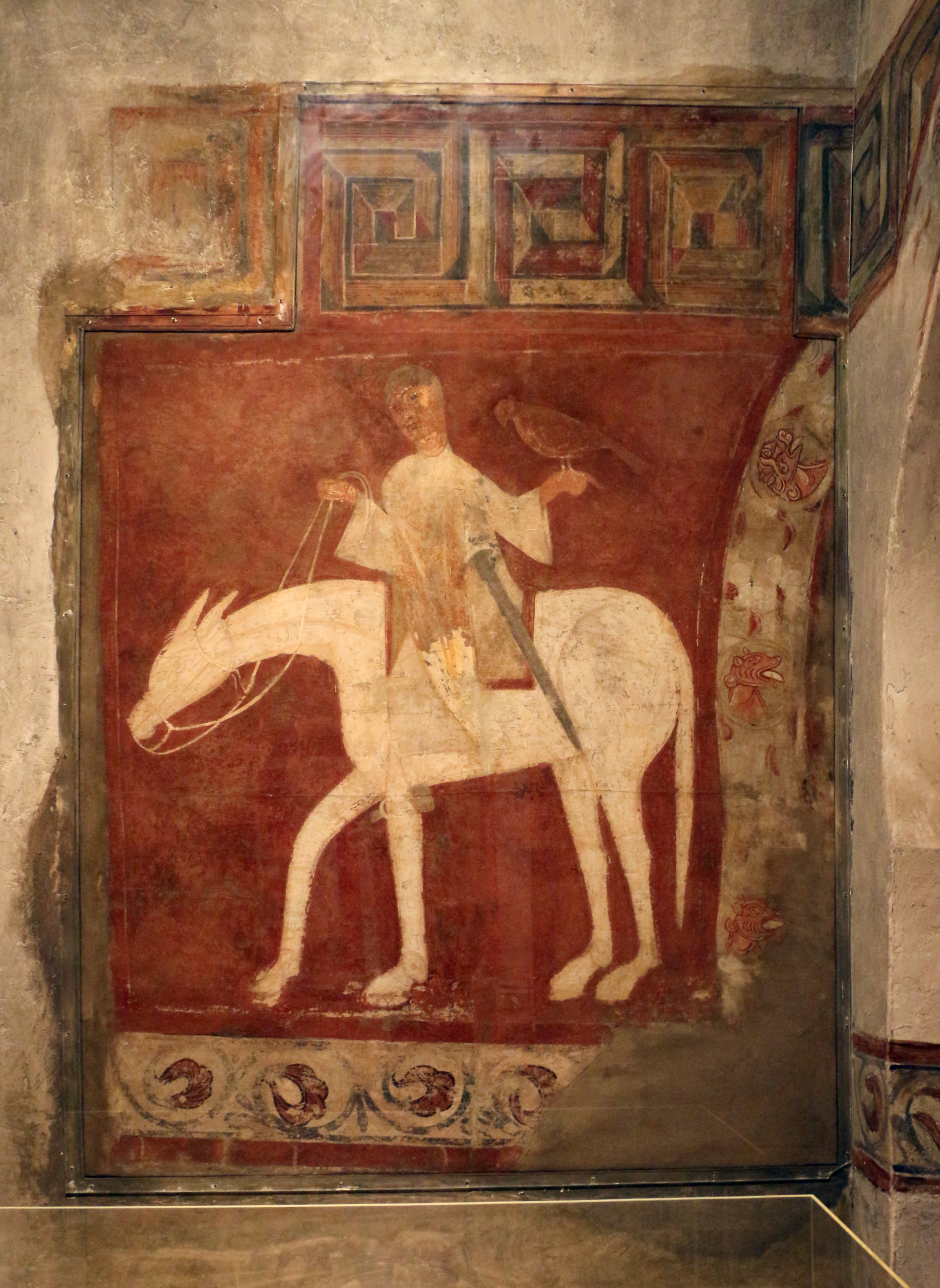
Decorazioni e affreschi della chiesa di San Baudelio di Berlanga

La sua carriera artistica è ben documentata e fu attivo per la decorazione della chiesa di Santa Maria di Tahull, in provincia di Lleida e negli stessi anni per la chiesa di San Clemente, dove probabilmente lavorò sotto la guida del Maestro di Tahull.
Lo stile e gli elementi tipici italiani delle due chiese, consacrate nel 1123, hanno indotto gli storici dell'arte a ipotizzare, inizialmente, ad una origine italiana del Maestro di Maderuelo e di alcuni suoi collaboratori.
Nell'abside della chiesa di Santa Maria è rappresentata la Vergine col Bambino che riceve le offerte dei Magi, con attorno gli apostoli; nel presbiterio sono raffigurate episodi del Vecchio Testamento, attorniati da angeli. (Museo nazionale d'arte della Catalogna, Barcellona).
Pur essendo presenti molti elementi simili nelle decorazioni delle due chiese contemporanee, nella chiesa di Santa Maria sono evidenziate una minore rigorosità di controllo e di monumentalità, una minore inventività rispetto ai temi tradizionali, una maggiore rappresentazione espressiva delle figure, soprattutto dei volti, una colorazione tenue. Il suo stile ispirato probabilmente dall'arte bizantina, si caratterizzò dalla frontalità delle figure, dipinte quasi su schemi geometrici.
Dopo questi lavori, il Maestro di Maderuelo fu attivo per la decorazione e affreschi della chiesa di San Baudelio di Berlanga (Soria), dove realizzò cicli di scene bibliche della cappella della tribuna, oltre a decorare la cappella absidale.